# La Cambrure
Série Le Modèle
Une histoire qui se dessine
(1999) Le Canapé rouge
(2005)
Pour plus de détails, voir Fiche technique et Distribution.
La Cambrure est un court métrage français, écrit et réalisé par Edwige Shaki et Éric Rohmer, sorti en 1999.
Ce court métrage a été la première production de cinéma numérique à être présentée dans une salle de cinéma, lors du Festival de Cannes 1999,. Ce court métrage a été produit en préparation du long métrage de Rohmer L'Anglaise et le Duc (2001), dans lequel Shaki a également joué.
Il fait partie du cycle Le Modèle de six courts métrages produits par la Compagnie Éric Rohmer ; les cinq autres films sont Un dentiste exemplaire (1998), Une histoire qui se dessine (1999), Le Canapé rouge (2005), Le Nu à la terrasse (2008), La Proposition (2009). La Cambrure figure comme bonus sur le DVD du film d'Éric Rohmer Le Genou de Claire, dans les versions française Columbia et italienne Dolmen Home Video.

## Synopsis
Roman, étudiant aux Beaux-Arts, rend visite à son oncle sculpteur et est frappé par la cambrure de l'une de ses statues, qui lui rappelle La Petite Danseuse de quatorze ans d'Edgar Degas ; son oncle avoue que la cambrure de sa sculpture lui a été inspiré par le mouvement des reins d'une de ses élèves, un jour où elle était habillée très légèrement.
En sortant de l'atelier d'art, Roman fait la connaissance d'Eva, l'un des jeunes modèles du sculpteur, et lorsque la jeune fille marche devant lui, il remarque la cambrure de son dos : il est convaincu qu'elle est le modèle de la statue de son oncle.
Quelque temps plus tard, Roman et Eva dorment ensemble ; Roman remarque que la posture de la jeune fille endormie aux seins nus ressemble à celle du modèle de la lithographie de Degas qui se trouve sur le mur derrière le lit. Roman essaie de placer son bras dans la même position, mais Eva se réveille et lui dit qu'il est « un peintre à l'envers », car au lieu d'aller du modèle au tableau, il va du tableau au modèle.
Pendant qu'Eva s'habille, le couple discute d'art. Lorsqu'elle lui demande pourquoi elle l'attire, Roman lui révèle que la cambrure de son dos y est pour quelque chose ; mais Eva ne tient pas à être aimée ainsi : « Intelligente ou pas, nous gardons un reste d'instinct qui nous fait fuir tout ce qui peut avoir l'air d'une obsession masculine... Je ne veux pas être aimée par tranche, débitée comme un veau dans une boucherie... je ne veux pas être objet de désir ».
Avec un turban improvisé sur la tête et une chemise ouverte révélant sa poitrine, Eva imite alors La Blonde aux seins nus (1875) d'Édouard Manet pour se moquer de l'obsession picturale de Roman.
Plus tard, le couple visite une galerie où leur oncle expose également sa sculpture d'une jeune fille. L'artiste trouve Eva fascinante mais assure que ce sont ses yeux, et non sa cambrure, qui le frappent et révèle que le modèle qui a inspiré l'œuvre est en fait un autre.

## Fiche technique
- Titre original : La Cambrure
- Réalisation : Edwige Shaki et Éric Rohmer
- Scénario : Edwige Shaki et Éric Rohmer
- Photographie : Diane Baratier
- Son : Pascal Ribier
- Montage : Mary Stephen
- Musique : Claude Debussy (La Plus que lente)
- Production : Françoise Etchegaray
- Société de production : Compagnie Éric Rohmer
- Pays de production :  France
- Langue originale : français
- Format : couleur - Digital Video - Son stéréo
- Durée : 16 minutes

## Distribution
- Edwige Shaki : Eva
- François Rauscher : Roman
- André Del Debbio : le sculpteur